# حرية الدين في إندونيسيا
ينص الدستور الإندونيسي على حرية الأديان. تحترم الحكومة إجمالًا الحرية الدينية لستة أديان رسمية معترفٍ بها: الإسلام والبروتستانتية والكاثوليكية والهندوسية والبوذية والكونفوشية. ثمة قيود مستمرة، تحديدًا على الأديان التي لا تقرّ بها الحكومة والطوائف التي تُعدّ منحرفة ضمن الأديان المعترف بها. يمكن أن يؤدي التشكيك في أي من الأديان الستة المذكورة أعلاه إلى سجن لخمسة أعوام بسبب «إهانة دين رئيسي» وستة أعوام أخرى في حال استخدام الإنترنت.
وفقًا لمنظمة التضامن المسيحي العالمي، التعصب الديني في ازدياد وهو ينتشر على الصعيد الوطني حتى بين الجماعات المسلمة.

## الديموغرافيا الدينية
وفقًا لإحصاء رسمي في عام 2010، يشكل المسلمون 87% من السكان والبروتستانت 7% والكاثوليك 3% والهندوس 2% والبوذيون 1% وأقل من 1% كونفوشيون وأقل من 1% أديان أخرى وأقل من 1% غير مذكورين أو لم يُسألوا.
معظم المسلمين في البلاد مسلمون سنّة. تضمّ اثنتان من أكبر المنظمات الاجتماعية الإسلامية، نهضة العلماء والمحمدية، 40 مليون و30 مليون من الأتباع على التوالي. هناك أيضًا ما يُقدّر بمليون إلى ثلاثة ملايين من المسلمين الشيعة.  

## الإطار القانوني
ينص الدستور على حرية الأديان، ويمنح «جميع الأشخاص الحق في العبادة بحسب دينهم أو معتقدهم»، وينص أن «الأمة تقوم على الإيمان بإله واحد». تعترف العقيدة الأولى في الأيديولوجيا الوطنية للبلاد، بانتشاسيلا، بالمثل بالإيمان بإله واحد. لا تسمح الحكومة بعدم الإيمان بالله. يجب على موظفي الحكومة القسم بالولاء للأمة ولأيديولوجيا بانتشاسيلا. فَرَضت قوانين وسياسات أخرى قيودًا على أنواع معينة من النشاط الديني، على وجه التحديد بين الجماعات الدينية غير المعترَف بها والطوائف «المنحرفة» للجماعات الدينية المعترف بها. لم تَضَع الحكومة المركزية سلطتها الدستورية موضع التنفيذ لمراجعة أو إلغاء القوانين التي انتهكت حرية الأديان.
بقيت أتشيه المقاطعة الوحيدة المخولة من قبل الحكومة لتطبيق القوانين الإسلامية (الشريعة)، وظَلّ غير المسلمين في المقاطعة معفيين من الشريعة. تمتلك بعض الحكومات المحلية خارج أتشيه قوانين مع عناصر من الشريعة الإسلامية تُلغي بعض حقوق المرأة والأقليات الدينية. تبنّت أتشيه قانون عقوبات يستند إلى الشريعة الإسلامية وينزل عقوبة جسدية ضد الانتهاكات.
وسّعت وزارة الشؤون الدينية الصفة الرسمية لست جماعات دينية: الإسلام والكاثوليكية والبروتستانتية والبوذية والهندوسية والكونفوشية. يجوز للجماعات غير المعترف بها التسجيل لدى وزارة الثقافة والسياحة كمنظمات اجتماعية. على الرغم من امتلاك هذه الجماعات لحق تأسيس دار عبادة وحيازة بطاقات هوية وتسجيل الزيجات والولادات، فإنها تواجه في بعض الأحيان صعوبات إدارية عند قيامها بذلك. في بعض الحالات تزيد هذه التحديات صعوبات إيجاد عمل أو تسجيل الأطفال في المدارس. من الناحية القانونية، تُقبل اليوم طلبات بطاقة الهوية حين تترك خانة «الدين» فارغة، لكن بعض الجماعات ذكرت أنها واجهت صعوباتٍ في بعض الأحيان.
رُفع حظر امتد لثلاثة عقود على حرية التنظيم للبهائية في عام 2000، ولكن لا يُسمح لمعتنقي البهائية بالقيام بأنشطة توعوية ويبنغي عليهم تنظيم اجتماعاتهم فقط ضمن جماعة البهائية. يتم التساهل مع البهائية، إلا أنها لن تتوسع حسبما يبدو. تُمنع أنشطة مثل التنقل في بين بيوت الحي والمناسبات المفتوحة لغير البهائيين ونشر الكتيبات. أُوقف موقع الويب بشكل متكرر، وأُخلي مركز البهائية في جاكرتا خلال معظم فترات عامي 2013 و2014.

## نزاع حول دور عبادة الأقليات
يُلزِم المرسوم الوزاري المنقح حول بناء دور العبادة، الذي انتقد بوصفه غير دستوري، بحصول أية جماعة تحاول بناء دار عبادة على تواقيع 90 عضوًا محتملًا و60 أسرة مختلفة الأديان وسلطات محلية عديدة.
ذكرت منظمة العفو الدولية تزايد استهداف الجماعة الأحمدية وأن أربع مقاطعات على الأقل أصدرت تشريعات إقليمية جديدة تقيّد نشاطات الأحمدية. بنهاية عام 2011، استُهدفت 18 كنيسة على الأقل أو أُجبرت على الإغلاق. إضافة إلى ذلك، يواجه المسلمون الشيعة خطر التعرض لهجماتٍ بصورة متزايدة ويتعرضون للضغوط من قبل جماعات معادية للشيعة لاعتناق الإسلام السنّي.
إضافة إلى الجماعة الأحمدية، ووفقًا للتجمع الإندونيسي للكنائس ومعهد وحيد، فرض مسؤولو حكومة محليون وجماعات محلية إغلاق ما لا يقل عن 28 كنيسة مرخَّصة وغير مرخصة خلال فترة التقرير. واصلت كنائس عديدة مستهدَفة عملها في منازل خاصة وواجهات المخازن، ونقلت بعض الكنائس صلواتها إلى أماكن مستأجرة في مجمعات التسوق العامة لتقليل التهديدات المحتملة من قبل الجماعات المتشددة.
أمثلة عن المواجهات:
- صباح 22 أبريل 2012، مُنع نحو 100 عضو من كنيسة فيلاديلفيا باتاك البروتستانتية المسيحية (هوريا كريستين باتاك بروتيستان، إتش ك بي بي Huria Kristen Batak Protestan, HKBP) من الذهاب إلى كنيستهم لإقامة صلاة الأحد. مُنعوا من قبل ضباط في شرطة إدارة بلدية بيكاسي (ساتبول بي بي) وشرطة المنطقة الفرعية لشمالي تامبون وموظفين آخرين في الحكومة المحلية الذين حاولوا إقناعهم بالانتقال إلى مكان يبعد نحو 9 كيلومترات. بدأت الجماعة إقامة صلاتها في الطريق لعدم تمكنها من الوصول إلى الكنيسة. أحاط بهم نحو 500 محتج كانوا قد تجمعوا في وقت أبكر قرب الكنيسة وأخذوا يهددونهم ويطالبونهم بالمغادرة. حاول البعض على ما يبدو مهاجمة المصلين، إلا أن الشرطة منعتهم من ذلك. تفرَّق المحتجون بعد وصول المزيد من رجال الشرطة، وأطلق رجل شرطة من إدارة البلدية النار في الهواء. في يوم الأحد الذي سبق ذلك، مَنع محتجون أيضًا أعضاءً من الجماعة من الوصول إلى الكنيسة، وأرغموهم أن يُصلّوا في الطريق. حاولت الشرطة الضغط على المصلين لمغادرة المنطقة بدلًا من تفريق أو اعتقال المحتجين الذين كانوا يهددون الجماعة. بعد الصلاة، هدد أحد المحتجين رئيس الكنيسة قائلًا «أنت في عداد الموتى إن حاولت العودة»، خشي أعضاء الجماعة أنه من دون حماية كافية من الشرطة سيرهَّبون ويهاجَمون خلال صلوات الأحد في المستقبل.[10]
- بدأت كنيسة تامان ياسمين المسيحية الإندونيسية في بوغور، منطقة ذات غالبية مسلمة، بعملية ترخيص مطوّلة لكنيستهم في عام 2003، وحصلت على جميع التصاريح المطلوبة. تحت ضغط شعبي، جمّدت السلطات المحلية التصاريح. استأنفت الجماعة القرار على طول الخط إلى المحكمة العليا في إندونيسيا وفازت به في عام 2011. امتثلت السلطات المحلية لحكم إيقاف تجميد التصاريح، إلا أنها ألغتها بالكامل في ما بعد.[11] أُغلق المبنى المكتمل جزئيًا من قبل السلطات المحلية وأُعلن منطقة يُحظر الدخول إليها.[12] احتفلت الجماعة بحفل عيد ميلاد سري في عام 2010، إلا أنها أُرغمت في أحيان كثيرة منذ عام 2008 على إقامة الصلوات الأسبوعية على الرصيف خارج الكنيسة. في 22 يناير 2012 وقعت فوضى خلال إحدى الصلوات إثر تنظيم جماعتين -حركة الإصلاح الإسلامية ومنتدى التواصل الإسلامي- لاحتجاج، وصراخهما على المجموعة المسيحية وإغلاق الطريق بأغصان الشجر وكراس خشبية، أُرغمت الجماعة في النهاية على المغادرة تحت حماية الشرطة.[13]
- في عام 2015، فرّ نحو 8 آلاف مسيحي من مقاطعة أتشيه حين أضرمت جمهرة من المسلمين النيران في كنيسة، وافقت الشرطة لاحقًا على هدم عشر كنائس دون تصاريح.[14]
- أُغلقت جوامع الأحمدية في مناطق عديدة باستخدام قانون عام 2006، مع اتهام المسلمين السنّة للجماعة بالهرطقة وأنه لا يحق لها المطالبة بممارسة طقوس الإسلام.[15][16][17]